# Coupe d'Équateur de football
La Coupe d'Équateur de football ou Copa Ecuador est une compétition de football opposant les clubs de toutes les divisions du système de la ligue de football et football amateur d'Équateur.
Le vainqueur de la Coupe se qualifie pour la Copa Sudamericana.

## Histoire
Une première édition de la Coupe d'Équateur a lieu en 1970.
En 2018, à la création de la ligue professionnelle de football en Équateur qui gère la Serie A et la Serie B, la fédération équatorienne de football (FEF) ne gère plus que les divisions inférieures, et les sélections nationales. La FEF décide de créer une compétition qui réunit les clubs de Serie A, Serie B, Segunda Categoria et les clubs amateurs, de cette manière le football équatorien est diversifié, le transportant dans différentes provinces et des ressources économiques sont générées pour la FEF et les associations provinciales.

## Compétition
La Coupe d'Équateur compte 50 équipes participantes: les 16 de Serie A, les 10 de Serie B, les 20 champions provinciaux de la deuxième catégorie, 2 invités de la deuxième catégorie et les 2 meilleurs (champion et finaliste) du football amateur.
La compétition se joue en match aller et retour dans un système par élimination directe jusqu'à la finale. Le vainqueur est qualifié pour la Supercoupe d'Équateur et est également qualifié pour la Copa Sudamericana de la saison suivante. Si le vainqueur est déjà qualifié dans une compétition continentale, la place est attribuée à la meilleure équipe du championnat non qualifiée.

## Palmarès
| Saison    | Vainqueur                                              | Score                                                  | Finaliste                                              |
| --------- | ------------------------------------------------------ | ------------------------------------------------------ | ------------------------------------------------------ |
| 1970      | CD El Nacional                                         | TTR                                                    | Barcelona SC                                           |
| 2018-2019 | LDU Quito                                              | 2 - 0 1 - 3                                            | Delfín Sporting Club                                   |
| 2020-2021 | Compétition annulée à cause de la pandémie de Covid-19 | Compétition annulée à cause de la pandémie de Covid-19 | Compétition annulée à cause de la pandémie de Covid-19 |
| 2022      | Independiente del Valle                                | 3 - 1                                                  | 9 de Octubre                                           |
| 2023      | Compétition annulée                                    | Compétition annulée                                    | Compétition annulée                                    |
| 2024      | CD El Nacional                                         | 1 - 0                                                  | Independiente del Valle                                |